# Obsjtina Tsarevo
Obsjtina Tsarevo (bulgariska: Община Царево) är en kommun i Bulgarien.   Den ligger i regionen Burgas, i den östra delen av landet, 400 km öster om huvudstaden Sofija. Antalet invånare är 6 301.
Obsjtina Tsarevo delas in i:
- Achtopol
- Brodilovo
- Varvara
- Kosti
- Lozenets

Följande samhällen finns i Obsjtina Tsarevo:
- Tsarevo
- Achtopol
- Lozenets
- Sinemorets